# Andrej Gorochov
Andrej Vasiljevitj Gorochov (ryska: Андрей Васильевич  Горохов), född 19 september 1952 i Tuapse, Krasnodar kraj, är en rysk entomolog verksam vid Rysslands Vetenskapsakademi.
Auktorsnamnet Gorochov, A.V. kan användas för Andrej Gorochov i samband med ett vetenskapligt namn inom zoologin; se Wikipedia-artiklar som länkar till auktorsnamnet.